# Tetramicra zanonii
Tetramicra zanonii är en orkidéart som beskrevs av Mark Anthony Nir. Tetramicra zanonii ingår i släktet Tetramicra och familjen orkidéer. Inga underarter finns listade i Catalogue of Life.